# Slatan Dudow

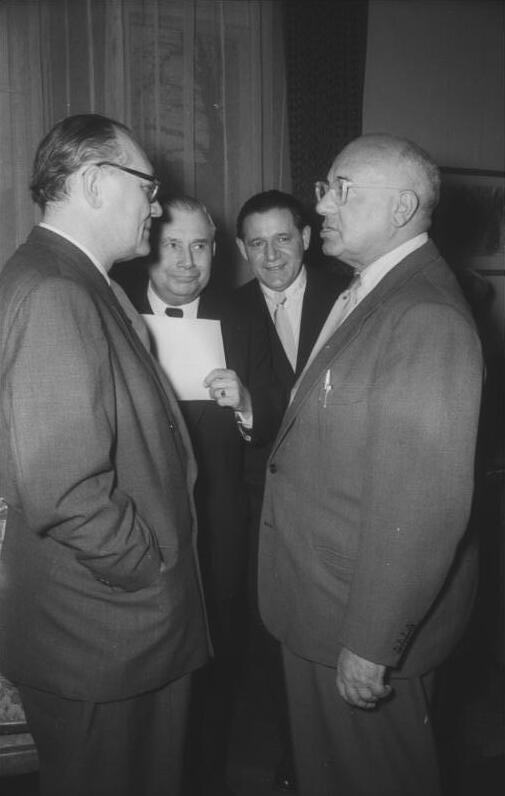
Dudow (2. v. r.) 1955 neben Johannes R. Becher (rechts)

Slatan Theodor Dudow (bulgarisch Златан Дудов; * 30. Januar 1903 in Zaribrod, Fürstentum Bulgarien; † 12. Juli 1963 in Fürstenwalde/Spree) war ein bulgarischer Filmregisseur und Drehbuchautor, der hauptsächlich in Deutschland tätig war.

## Leben und Wirken
Dudow, Sohn eines Eisenbahners, kam im Herbst 1922 nach Berlin, um Architektur zu studieren. 1923 nahm er den Unterricht an Emanuel Reichers Schauspielschule auf und studierte ab 1925 als Werkstudent Theaterwissenschaft bei Max Herrmann. Er hospitierte bei Fritz Langs Metropolis sowie bei Theaterinszenierungen von Leopold Jessner und Jürgen Fehling. Von 1927 bis 1928 war er Chormitglied am Theater Erwin Piscators.
Im Jahr 1929 unternahm Dudow im Auftrag Herrmanns eine Hospitationsreise nach Moskau, wo er Sergei Michailowitsch Eisenstein und Bertolt Brecht kennenlernte. Brecht nahm ihn in seinen Arbeitskreis auf, und Dudow inszenierte 1929 für das „Theater der Arbeiter“ Anna Gmeiners Heer ohne Helden sowie Brechts Die Maßnahme. Im selben Jahr war er Regieassistent bei verschiedenen dokumentarischen Agitationsstreifen, darunter Phil Jutzis Hunderttausend unter roten Fahnen. Seine erste eigenständige Gestaltung war 1930 der dokumentarische Kurzfilm Wie der Berliner Arbeiter wohnt für die kommunistische Prometheus Filmgesellschaft. Dudow schilderte darin die teils mit versteckter Kamera gefilmte und authentische Zwangsdelogierung einer Berliner Arbeiterfamilie.
Höhepunkt seines Schaffens wurde der proletarische Propagandafilm Kuhle Wampe oder: Wem gehört die Welt? (1932), der die elenden Lebensbedingungen der Arbeiter in der Zeit der Weltwirtschaftskrise veranschaulicht. Dies ist der bedeutendste kommunistisch-proletarische Film Deutschlands. Die Filmzensur gab ihn erst im dritten Anlauf zur öffentlichen Vorführung frei. Bereits im März 1933 wurde er nach der Machtergreifung der Nationalsozialisten wieder verboten. Dudow emigrierte nach Frankreich, wo er 1934 den unangemeldet noch in Deutschland begonnenen Film Seifenblasen fertigstellte.
Im Oktober 1937 führte er zusammen mit Exilschauspielern in Paris das Brecht-Stück Die Gewehre der Frau Carrar mit Helene Weigel auf. Nach der Ausweisung aus Frankreich fand er mit Frau und Tochter sein Exil in der Schweiz. Bereits in Frankreich war sein Bühnenstück Der Feigling entstanden, in der Schweiz schrieb er Der leichtgläubige Thomas, Das Narrenparadies und Der Weltuntergang, die er nach dem Krieg unter dem Pseudonym „Stefan Brodwin“ veröffentlichte. Der Feigling kam 1948 am Deutschen Theater Berlin unter der Regie von Ernst Legal auf 57 Vorstellungen.

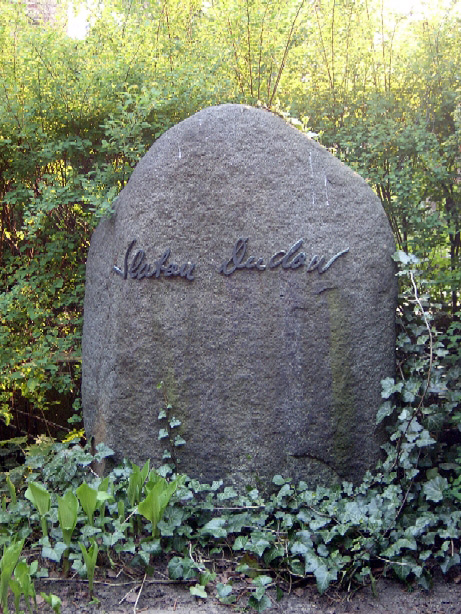
Ehrengrab von Slatan Dudow auf dem Dorotheenstädtischen Friedhof in Berlin-Mitte

1948 kehrte er in den Osten Deutschlands zurück und zählte dort mit den Filmen Unser täglich Brot (1949), Frauenschicksale (1952) und Verwirrung der Liebe (1959) zu den wichtigsten Regisseuren der Anfangszeit der DEFA. Bei der 1948/49 geplanten sozialen Komödie Weltuntergang sollte Dudow Regie führen, jedoch kam der DEFA-Film angesichts der Währungsreform nicht zustande.
Zu seinem 60. Geburtstag wurde er vom Ministerium für Kultur (DDR) mit dem Professorentitel geehrt. Wenige Monate später starb er im Juli 1963 während der Dreharbeiten zu dem Film Christine an den Verletzungen eines Autounfalls, als er von Fürstenwalde/Spree nach Bad Saarow fahren wollte und am Lenkrad eingeschlafen war.
Beigesetzt wurde er auf dem Dorotheenstädtischen Friedhof in Berlin-Mitte. Auf Beschluss des Berliner Senats ist die letzte Ruhestätte von Slatan Dudow (Grablage: CM-2-17/-18) seit 1997 als Ehrengrab des Landes Berlin gewidmet. Die Widmung wurde im Jahr 2021 um die übliche Frist von zwanzig Jahren verlängert.
Der Lyriker Jens Gerlach widmete Dudow in „Dorotheenstädtische Monologe“ ein Gedicht.

## Filmografie
- 1930: Zeitprobleme: Wie der Arbeiter wohnt Regie
- 1932: Kuhle Wampe oder: Wem gehört die Welt? Regie
- 1934: Seifenblasen Regie, Drehbuch, Schnitt
- 1949: Unser täglich Brot Regie, Drehbuch[8]
- 1950: Immer bereit Drehbuch
- 1950: Familie Benthin Regie, Drehbuch
- 1952: Frauenschicksale Regie, Drehbuch
- 1954: Stärker als die Nacht Regie
- 1956: Der Hauptmann von Köln Regie, Drehbuch
- 1959: Verwirrung der Liebe Regie, Drehbuch
- 1963: Christine (unvollendet) Regie, Drehbuch

## Theater
- 1930: Heer ohne Helden von Anna Gmeyner Regie[9]

## Stücke
(Veröffentlicht unter Pseudonym Stefan Brodwin)
- Das Narrenparadies, Komödie in 7 Bildern, Henschel, Berlin, 1947
- Der leichtgläubige Thomas, Komödie in 8 Bildern, Henschel, Berlin, 1950

## Auszeichnungen
- 1950: Nationalpreis III. Klasse für Unser täglich Brot
- 1952: Internationales Filmfestival Karlovy Vary: Auszeichnung für „Beste Regie“ für Frauenschicksale
- 1955: Nationalpreis II. Klasse für Stärker als die Nacht
- 1955: Internationales Filmfestival von Locarno: „Bester Film“ für Stärker als die Nacht
- 1957: Nationalpreis II. Klasse für Der Hauptmann von Köln
- 1959: Vaterländischer Verdienstorden in Bronze